# Viva Cuca
Viva Cuca es el quinto disco de "Cuca", y primero grabado completamente en vivo, después de una ausencia de 10 años, este disco recoge las mejores canciones de Cuca. 
Cuca dio la sorpresa, graba en vivo en "La Concha Acústica" del parque "Agua Azul" de Guadalajara, Jalisco el 14 y 15 de mayo de 2004.

## Lista de canciones
1. D.D.T.T.V
2. El Mamón de la Pistola
3. Tu Flor
4. Don Goyo
5. Que Chingaos
6. Todo con exceso
7. Insecticida al suicida
8. Alcohol y Rocanrol
9. Acariciando
10. Hijo del Lechero
11. La Pucha Asesina
12. El Son del Dolor
13. Hombre de la Marcha (Tus Piernas)
14. La Balada
15. Implacable
16. Cara de Pizza

- Datos: Q7937451